# Коваленко, Василий Наумович
Василий Наумович Коваленко (1920—1987) — капитан Советской Армии, участник Великой Отечественной войны, Герой Советского Союза (1943).

## Биография
Василий Коваленко родился 12 марта 1920 года в селе Иваново Селище (ныне — Глобинский район Полтавской области Украины). Получил среднее специальное образование, после чего работал бухгалтером в столовой. В 1940 году Коваленко был призван на службу в Рабоче-крестьянскую Красную Армию. В 1942 году он окончил курсы младших лейтенантов. С июля того же года — на фронтах Великой Отечественной войны. Принимал участие в боях на Сталинградском, Воронежском, Степном, Донском и 2-м Украинском фронтах. К сентябрю 1943 года гвардии старший лейтенант Василий Коваленко командовал батареей 235-го гвардейского стрелкового полка 81-й гвардейской стрелковой дивизии 7-й гвардейской армии Степного фронта. Отличился во время битвы за Днепр.
В ночь с 25 на 26 сентября 1943 года под массированным вражеским огнём батарея Коваленко успешно переправилась через Днепр в районе села Бородаевка Верхнеднепровского района Днепропетровской области Украинской ССР и приняла активное участие в захвате и удержании плацдарма на его западном берегу. Только во время первой контратаки утром 26 сентября артиллеристы батареи уничтожили 4 вражеских танка. Батарея держала оборону в течение двух суток до подхода основных сил, нанеся противнику большие потери. 10 октября 1943 года во время наступления советских войск, когда группа танков и пехоты противника вышла им в тыл, Коваленко огнём своей батареи отрезал пехоту от танков, а затем лично подбил два вражеских танка, взяв в плен экипаж одного из них.
Указом Президиума Верховного Совета СССР от 26 октября 1943 года за «мужество и героизм, проявленные при форсировании Днепра и удержании плацдарма на его правом берегу» гвардии старший лейтенант Василий Коваленко был удостоен высокого звания Героя Советского Союза с вручением ордена Ленина и медали «Золотая Звезда» за номером 1402.
В 1945 году Коваленко окончил Ленинградскую высшую офицерскую артиллерийскую школу. В 1946 году он был уволен в запас. Проживал в Одессе, работал инспектором в Госторгинспекции. В 1952 году Коваленко повторно был призван на службу, в 1956 году в звании капитана окончательно уволен в запас. Скончался 3 июля 1987 года, похоронен на Таировском кладбище Одессы.
Был также награждён орденами Отечественной войны 1-й и 2-й степеней, двумя орденами Красной Звезды, рядом медалей.